# Vlag van oblast Kostroma
De vlag van oblast Kostroma is in gebruik sinds 20 april 2006. De vlag heeft drie verticale banen van rood-blauw-rood in de verhouding 1:2:1. In het midden van de blauwe baan staat een galjoen uit het wapen dat Catharina II aan de regio schonk ter herinnering aan haar reizen langs de Wolga. Het heeft een adelaarskop op de boeg en wappert met een Russische vlag uit de tijd van Alexander II.
Een eerder ontwerp, gebruikt van 19 oktober 2000 tot en met 20 april 2006, was rood met een blauwe baan aan de broeking, vergelijkbaar met de oude vlag van de Russische Socialistische Federatieve Sovjetrepubliek. Het schild van het wapen was gecentreerd op het rode gedeelte en omvatte het schip op de huidige vlag.